# Río Beisug
El río Beisug (en ruso: Бейсу́г) es un río del krai de Krasnodar, en el sur de Rusia. Desemboca en el mar de Azov. 

## Curso
Tiene una longitud de 243 km y una cuenca de 5 190 km². Nace siete kilómetros al noroeste de Kropotkin, en las tierras bajas de Kubán-Azov. Su cauce y el de sus afluentes están represados con varios estanques casi al completo. Desemboca en el mar de Azov a través de dos limanes, el Lebiazhi (agua dulce) y el Besuigski (agua salada).
Se observa hielo en su curso desde diciembre a mediados de marzo. El agua del río es usada para el riego agrícola.

## Afluentes y localidades en su cuenca
- Oktiabrski, Krasnoarmeiski, Lovlinskaya, Novobekeshevskaya, Ivánovka, Novovladímirovskaya, Novovladímirovskiye, Sokolovka, Chernobabov, Romáshevka, Yeriomin, Novograzhdanskaya,
- afluente por la derecha - Tarapanka: Otrádnaya
- Novomalorósiskaya
- afluente por la izquierda - Buzinka: Buzinovskaya
- Pervomáiskoye, Zariá, Berezánskaya
- afluente der. - Beisuzhok (Beisuzhok Primero): Krúpskaya, Aleksandronevskaya, Beisug, Novodonetskaya, Zarechni
- Peschani, Anapski, Poltavski, Zozova Balka, Batúrinskaya, Priréchnoye, Bolshói Beisug, Járkovo-Poltávskoye, Kubán,
- afluente izq. - Nezaimanka: Neizamánovski, Strinski, Mozhariski, Proletarski, Imernitsin
- afluente izq. - Beisuzhok Izquierdo: Briujovétskaya[1]
- Pereyáslovskaya
- afluente der. Beisuzhok Derecho: Balkovskaya, Irklíyevskaya, Nóvoye Selo, Svobódnoye
- Chepiginskaya - limán Lebiazhi (Лебяжий)
- Brinkovskaya - limán Beisugski (Бейсугский)